# 非常搭档
《非常搭档》，2018年中国偶像剧。由牛飘、李国毅、罗昱焜、张如意领衔主演，爱奇艺于2018年1月29日首播。

## 播出时间
| 频道   | 所在地   | 播映日期      | 播出时间 | 备注 |
| ------ | -------- | ------------- | -------- | ---- |
| 爱奇艺 | 中国大陆 | 2018年1月29日 |          |      |

## 劇情介紹
该剧以刑侦小组办案为主线，透过幽默诙谐的风格，曲折离奇，惊心动魄又悲喜交集的情节，展现了新时期年轻刑警的风采与魅力。主要描写了经验丰富的老刑警袁大志和80后新刑警何睦这一老一少二个警察搭档，在侦查破案时在不断的冲突和摩擦中逐渐相互了解、理解，直至默契十足、肝胆相照，共同进步的故事。

## 演员列表

### 主要演员
| 演員   | 角色   | 介紹 |
| 牛飘   | 袁大志 | （老袁头）50出头，聪明睿智、目光敏锐，断案如神，经验十足，天生独特的幽默感，不过却是刑警里的“老油条”，不修边幅，说话行事粗鲁，比较自我不合群，属于警察团队里的另类，无人愿与他搭档。办案时不爱带枪，且有过目不忘的本事，但却最爱忘带钱包，最爱“欺负”何睦，也最关心他。五年前，儿子袁小志在执行卧底任务的时候失踪，警方判定他已死亡。老伴得知后受刺激一病不起，从此他不升职不离职，用尽一切方法寻找儿子。 |
| 李国毅 | 何睦   | 23岁，拥有80后的果敢，积极进取，热情心善，做事执着，爱动脑爱钻研，颇赋正义感。枪法精准，打斗一流，是警校毕业的一等生。拥有让人羡慕的幸福家庭，父母对他宠爱有加，姐姐更是把他当成心中宝。生命中最怕的两个人：第一是老袁头，总要配合他另类的办案方式，替他挨骂受罚。第二是陈犀利，每次见到她必有倒霉事发生。在与袁大志的相处中逐渐成长，从“陌路人”到彼此默契信任，走过一段艰苦的过程，但却坚信着作为警察的信念，决不放过任何一个坏人。在与陈犀利的相处中，从她的身上看到希望和执着，对她从厌烦，到同情，再到欣赏，最后暗生情愫。 |
| 罗昱焜 | 陈犀利 | 22岁，乐观执着，有主见，直爽爱助人，路见不平必挺身而出，虽曾是刑满释放人员却对未来充满希望，有着不怕苦的80后奋斗精神，也有着一张如大名般的犀利嘴。因大学时学的是计算机专业，擅长电脑操作。因喜爱跑酷运动，所以身体灵活如体操运动员。自小母亲去世，由父亲辛苦带大，对父亲心存感激与依赖。因此当父亲涉嫌贪污时，她犯了包庇罪，被判入狱一年，出来后一直在寻找父亲的踪迹。因何睦购买的二手房正是当年他父亲送给她的，因此她对何睦“纠缠不清”，誓要将房子买回来，却结下一段欢喜恋情。                                                 |
| 张如意 | 夏笛   | 23岁，警队里的谈判专家，拥有心理学学位。内敛冷漠，理性独立，做事严谨，有着白领阶层特有的知性美，是个气质高贵的美女警察。总给人高高在上的感觉，也总能在第一时间看穿对方。对何睦产生了感情，与他本是一对恋人，却因为陈犀利的介入，而导致最终的分手。 |

### 其他演员
| 演員   | 角色   | 介紹 |
| 向能   | 沙俊   | 31岁，文质彬彬，沉稳从容，寡言少语，风度翩翩，头脑精明，表面上是商界的成功人士，实际上是个深藏不露“经营”走私、贩毒、拐卖人口等犯罪集团头目，代号“大白鲨”。少年时代，因为眼睁睁地看着自己的弟弟死于非命，而凶手却因有人证明无过错而被释放，为了替弟弟报仇，他的最终目标就是当年证明凶手无罪的何睦。当陈犀利出现在他面前时，有如一颗夜空中闪烁的明星，给他带来希望，对她如痴如醉。然而，为了报仇，他又放弃了爱情，越陷越深，终至无法自拔。 |
| 徐晓冬 | 赵博   | 36岁，刑侦支队队长，何睦的姐夫。性格稳健，擅长处理人际关系，面对领导的破案压力他一肩扛下，面对下属带来的麻烦他挺身而出，典型的好领导。在家里是个体贴的家庭主夫，是个有主见的三好男人。 |
| 邓凯匀 | 林伟   | 35岁，刑侦队队员，说话尖酸刻薄，最看不惯老袁头的办案作风，也最爱跟他“尥蹶子”，办案却是没得说，敢拼不怕死，却经常被老袁头骂成“有勇无谋没前途”，因此很是不服气。是个嘴硬心软的人。 |
| 刘梦珂 | 张言   | 26岁，刑侦队队员，队里的电脑高手，技术活是他的强项，但也是队里的“勤杂工”。谁让他做事都做，虽然经常抱怨，最能絮叨的也是他，但却是个不可缺少的“螺丝钉”。 |
| 郭沁含 | 何协   | 何睦的姐姐，28岁，直爽的二愣子性格，男人婆，不爱打扮。帮父亲打理着餐馆，里里外外一把手，能说会道。最疼爱自己的弟弟，最理想的弟妹就是“夏笛型”。 |
| 杨京鸽 | 唐茉莉 | 50岁，何睦、何协的母亲，最注重礼仪外貌，虽然一把年纪但永远像小鸟依人般地偎在老公何平身边。小资情调严重的她与古板的何平形成鲜明对比，虽然经常磕磕碰碰，但一儿一女的孝顺让她老有所靠，很是满足。 |
| 傅维伯 | 江石峰 | 男，60岁左右，外号“馗叔”。黑社会老大，文物盗窃走私罪犯，是心狠手辣的人物。五年前，因为卧底袁小志的举报，自己的组织遭受重创，几乎瓦解。五年来，他躲避着警察的通缉，暗中重新组建，恢复元气，同时为了达到自己的目的，利用老袁头对儿子袁小志契而不舍的寻找，引老袁头入局，借此报仇，同时利用老袁头来要胁警方。 |
| 闫沛   | 李太白 | （线人）40多岁，人送外号“李大白乎”。生性懒惰，胆小如鼠，油嘴滑舌，不务正业，经常干些欺骗老头老太的小案，是局子里的常客，进进出出竟然与袁大志成了熟人，老袁头发现他是个本性并不太坏的人，所以将他发展成自己的线人。 |
| 张志国 | 何平   | 53岁，餐馆老板，不会左右逢源，却是为人大度，做事认真，与人为善的好老板，是何协、何睦这对姐弟的慈父。 |
| 黄冲   | 陈清誉 | 50岁左右，陈犀利的父亲。原银行副行长，因在职期间非法挪用公款而被通缉。甚至连累女儿犯了包庇罪，自己却亡命天涯，但他这一生最关心的还是女儿的安危。 |
| 刘季   | 张秀云 | 50岁，袁大志的老伴。因受到儿子失踪的刺激常年卧床不起。 |